# Amkula
Amkula là một thị trấn thống kê (census town) của quận Barddhaman thuộc bang Tây Bengal, Ấn Độ.

## Nhân khẩu
Theo điều tra dân số năm 2001 của Ấn Độ, Amkula có dân số 5936 người. Phái nam chiếm 59% tổng số dân và phái nữ chiếm 41%. Amkula có tỷ lệ 58% biết đọc biết viết, thấp hơn tỷ lệ trung bình toàn quốc là 59,5%: tỷ lệ cho phái nam là 67%, và tỷ lệ cho phái nữ là 46%. Tại Amkula, 11% dân số nhỏ hơn 6 tuổi.